# Constantina (distrito)
Constantina é um distrito localizado na província de Constantina, Argélia, e cuja capital é a cidade de mesmo nome, Constantina. A população total do distrito era de 448 374 habitantes, em 2008.[carece de fontes?]